# غاري أورايلي
غاري أورايلي (بالإنجليزية: Gary O'Reilly)‏ هو لاعب كرة قدم بريطاني في مركز قلب الدفاع، ولد في 21 مارس 1961 في ايزلورث في المملكة المتحدة. لعب مع برايتون أند هوف ألبيون وبرمنغهام سيتي وتوتنهام هوتسبير وكريستال بالاس.

## وصلات خارجية
- غاري أورايلي على موقع قاعدة بيانات كرة القدم.إي يو (الإنجليزية)